# Mevalonato cinasa
La mevalonato cinasa es una enzima (específicamente una cinasa) que en humanos está codificada por el gen MVK. Las mevalonato cinasas se encuentran en una amplia variedad de organismos, desde bacterias hasta mamíferos. Esta enzima cataliza la siguiente reacción:

ATP + (R)-mevalonato ADP + (R)-5-fosfomevalonato

## Función
El mevalonato es un intermediario clave y la mevalonato cinasa es una enzima temprana clave en la síntesis de isoprenoides y esteroles.

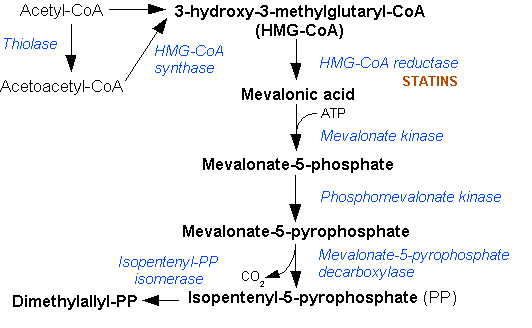
Ruta del mevalonato

## Importancia clínica
Los defectos pueden estar asociados con  hiperinmunoglobulinemia D con fiebre recurrente.
La deficiencia de mevalonato cinasa causada por la mutación de este gen produce aciduria mevalónica, una enfermedad caracterizada por retraso psicomotor, retraso del desarrollo, hepatoesplenomegalia, anemia y crisis febriles recurrentes. Los defectos en este gen también causan hiperinmunoglobulinemia D y síndrome de fiebre periódica, un trastorno caracterizado por episodios recurrentes de fiebre asociados con linfadenopatía, artralgia, consternación gastrointestinal y erupción cutánea.